# Adata
ADATA Technology Co., Ltd. (chiń. trad. 威剛科技股份有限公司) – międzynarodowa korporacja z siedzibą w Tajpej w Tajwanie, zajmująca się produkcją nośników cyfrowego przechowywania danych oraz badaniami naukowymi w zakresie elektroniki cyfrowej.
Spółka została założona w maju 2001 roku przez tajwańskiego przedsiębiorcę Simona Chen w Tajpej. Specjalizuje się w produkcji cyfrowych nośników przechowywania danych takich jak: karty pamięci, HDD, SSD, pamięci USB oraz DRAM. ADATA jest drugim co do wielkości producentem modułów DRAM na świecie (2008).

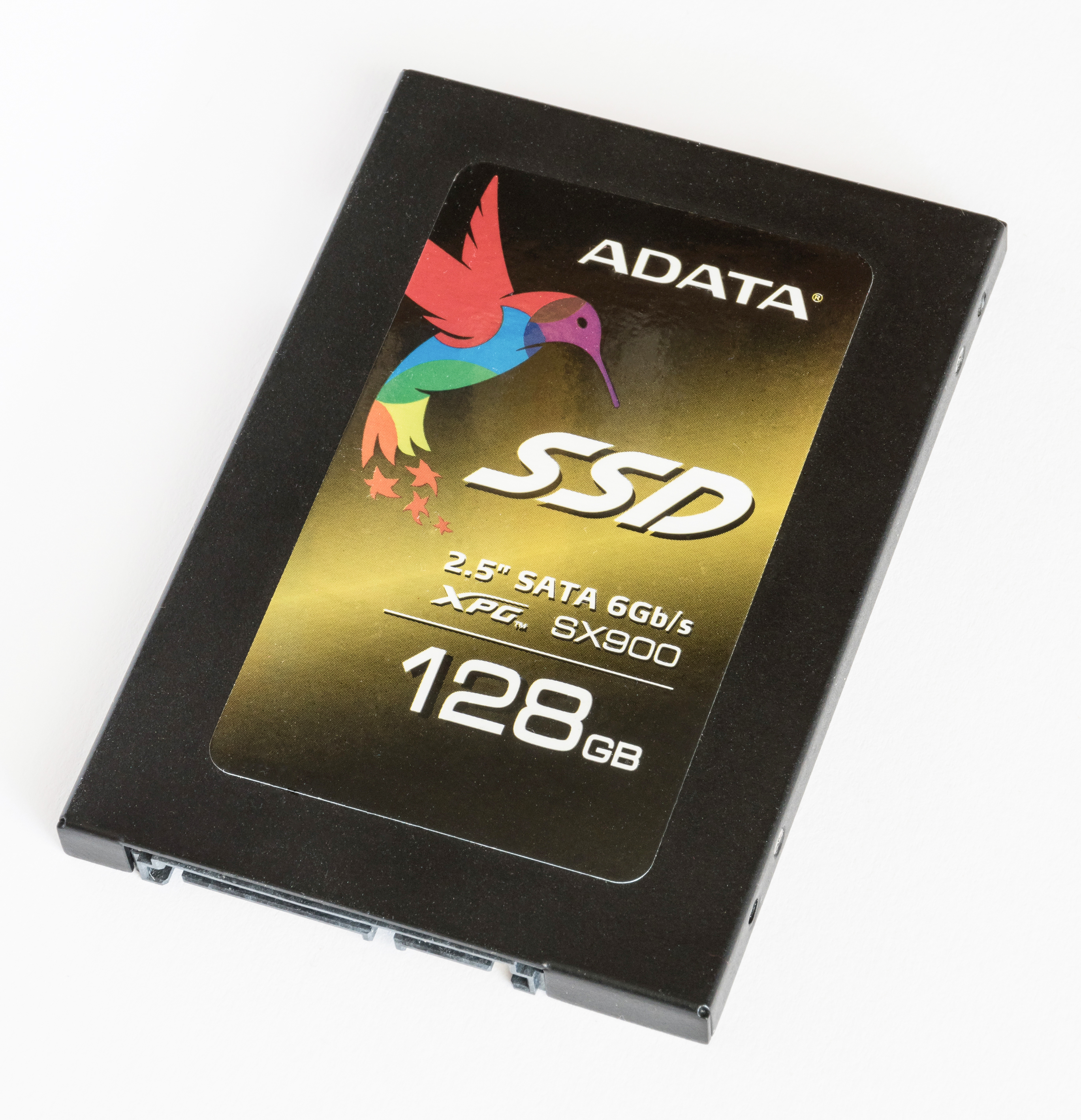
Dysk półprzewodnikowy ADATA SX900 128 GB